# Смирнов, Павел Михайлович
Па́вел Миха́йлович Смирно́в (15 декабря 1908 — 21 января 1943) — советский танкист, участник Великой Отечественной войны, Герой Советского Союза (1943, посмертно).
В годы Великой Отечественной войны — механик-водитель тяжёлого танка КВ 344-го танкового батальона 91-й отдельной танковой бригады, старшина. В составе экипажа отличился 21 января 1943 года на завершающем этапе Сталинградской битвы в ходе боёв за немецкий аэродром «Питомник» у хутора Новая Надежда (Сталинградская область). Когда у танкистов иссякли боезапасы, немцы облили подбитый танк бензином и подожгли. Весь экипаж погиб. После освобождения хутора весь экипаж был похоронен рядом с местом гибели и представлен к званию Героя Советского Союза.

## Биография

### Ранние годы
Родился 15 декабря 1908 года в городе Астрахани в семье рыбака. Русский. Его отец, Михаил Александрович, много пил, из-за чего от него ушла жена, забрав с собой ребёнка — Павлика. Екатерина Васильевна вновь вышла замуж, и со вторым мужем переехали в Пермь.
В 1919 году Павел поступил в церковно-приходскую школу. Здесь он очень увлекался сборкой моделей планёров и аэропланов, и, как и многие его сверстники, мечтал о небе.
В 1922 году семья вернулась в Астрахань, где Павел продолжил учиться: окончил торговую школу и курсы художников-декораторов. Ещё одним увлечением Павла стала живопись. Но после смерти отчима, Павлу пришлось пойти на работу на рыбный баркас. По воспоминаниям его матери, Екатерины Васильевны, в эти годы сформировался стальной характер П. М. Смирнова. Также он с детства отличался крепким здоровьем: например, в один из холодных ноябрьских дней он уронил в воду разводной ключ, и ему пришлось прыгнуть за ним в ледяную воду. Однако крепкое здоровье его не подвело — Павел не заболел.
После совершеннолетия работал инструктором по физической культуре. В 1929 году женился, и в том же году был призван в армию. Проходил службу в танковой части в Саратове.
В 1933 году у Павла родился сын Вадим, но через три года семью Смирновых постигло большое несчастье: жена умерла от заражения крови.
Павел Смирнов устроился на работу в школу в посёлке Кировский Камызякского района Астраханской области, где преподавал физическую культуру, пение и рисование. По его инициативе и прямом участии был создан кружок самодеятельности, где Павел не только выступал на сцене, но и сам шил костюмы. В 1936 году П. М. Смирнов занял первое место на спартакиаде по физкультуре в городе Сталинграде. Он был искусным конькобежцем, танцевал на льду вальс, «делал фигуры».

### Начало Великой Отечественной войны
23 июня 1941 года добровольно вступил в Красную Армию. По воспоминаниям его матери: «Я его провожала с Астраханского вокзала и давала крепкий наказ: „Смотри, сынок, в плен не сдавайся этим мерзавцам!“ А он мне ответил: „Милая мама, никогда этой подлой мрази не сдамся. Или грудь в крестах, или голова в кустах“». В действующей армии — с 1942 года.
Павел Смирнов принял участие в боях завершающего этапа Сталинградской битвы в составе экипажа тяжёлого танка КВ 344-го танкового батальона 91-й отдельной танковой бригады:
- командир танка лейтенант А. Ф. Наумов;
- командир орудия младший сержант П. М. Норицын;
- заряжающий орудия сержант Ф. Г. Ганус;
- механик-водитель старшина П. М. Смирнов;
- радист младший сержант Н. А. Вялых.

13-14 января 1943 года в составе экипажа уничтожил два танка противника, артиллерийскую батарею, четыре миномёта, пять пулемётов, семь дзотов, пять автомашин, а также до 120 солдат и офицеров противника. В одном из боёв танк был подбит. Под защитой артиллерийского и пулемётного огня танка командир танка А. Ф. Наумов и механик-водитель П. М. Смирнов быстро устранили неисправность и возвратились в танк, чтобы продолжать бой. Участник пяти танковых атак. За эти бои приказом командующего фронтом К. К. Рокоссовского А. Ф. Наумов и П. М. Смирнов были награждены орденом Красной Звезды, а члены экипажа младший сержант П. М. Норицын и радист Н. А. Вялых — медалями «За отвагу».

### Последний бой у Новой Надежды
Снабжение окружённых немецких войск в Сталинграде осуществлялось через последний оставшийся аэродром «Питомник». Для перекрытия этого канала снабжения генерал-лейтенант К. К. Рокоссовский ввёл в бой 91-ю отдельную танковую бригаду полковника И. И. Якубовского. При подготовке атаки на «Питомник» танкистам 344-го танкового батальона было приказано овладеть высотой Безымянная и хутором Новая Надежда (Сталинградская область), лежавшими на подступах к немецкому аэродрому. 21 января 1943 года за пять часов беспрерывного боя экипажем тяжёлого танка КВ лейтенанта А. Ф. Наумова было уничтожено 5 вражеских танков, 24 автомашины с пехотой, 19 орудий и миномётов, 15 пулемётных точек противника, 5 дзотов, а также истреблено до сотни солдат и офицеров.
В бою танк был подбит, но экипаж, вместе с заряжающим орудия сержантом Ганус Ф. Г., включённым в состав перед самим боем, продолжал вести огонь из пушки и пулемётов. После того как закончились боеприпасы, пехота противника подошла к машине. Танкистам предлагали сдаться в плен, но экипаж ответил отказом: «Мы русские и фашистам в плен не сдаёмся пока будем живы.» Тогда немцы облили танк бензином и подожгли. Танкисты, погибая, пели «Интернационал». Весь экипаж погиб.
Указом Президиума Верховного Совета СССР от 23 сентября 1943 года за мужество и героизм, проявленные в ходе Сталинградской битвы старшина Смирнов Павел Михайлович посмертно удостоен звания Героя Советского Союза.

## Награды и звания
Советские государственные награды и звания:
- Герой Советского Союза (23 сентября 1943, посмертно[5]);
- орден Ленина (23 сентября 1943, посмертно);
- орден Красной Звезды.

## Память
Останки героев похоронили с воинскими почестями возле хутора Новая Надежда Городищенского района Волгоградской области. На месте гибели экипажа воздвигнут монумент в исполнении скульптора А. В. Голованова, который запечатлел последние минуты героев-танкистов. Надпись на памятнике: «Великие подвиги ваши бессмертны. Слава о вас переживет века».
Навечно зачислен в списки воинской части. Мемориальная плита с именем П. М. Смирнова установлена на Мамаевом Кургане в Волгограде.

Монумент над могилой пяти героев-танкистов около села Новая Надежда (скульптор А. В. Голованов.
 48°50′52″ с. ш. 44°17′09″ в. д.HGЯO
Монумент над могилой пяти героев-танкистов
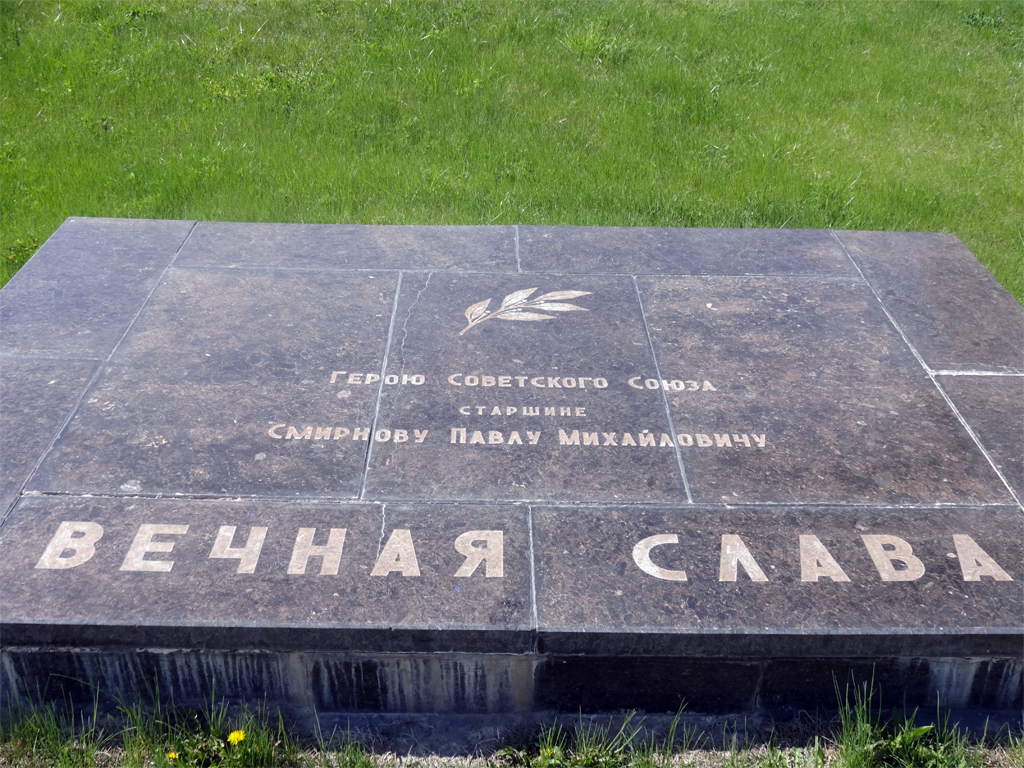
Мемориальная плита П. М. Смирнова на  Мамаевом кургане в Волгограде